# Friedrich von Arnauld de la Perière
Friedrich Richard Woldemar von Arnauld de la Perière (* 17. Juni 1888 in Breslau; † 12. Oktober 1969 in Friedrichshafen) war ein deutscher Generalleutnant der Luftwaffe im Zweiten Weltkrieg.

## Leben

### Herkunft
Friedrich entstammte einem französischen Adelsgeschlecht aus der Auvergne. Er war ein Sohn des preußischen Rechnungsrates Eugen von Arnauld de la Perière (* 1856) und dessen erster Ehefrau Bertha, geborene Müller (1859–1902). Sein Vater hatte die Berechtigung der Namensführung „von“ durch das preußische Heroldsamt am 6. Januar 1900 erhalten. Der spätere Vizeadmiral der Kriegsmarine Lothar von Arnauld de la Perière war sein ältester Bruder.

### Karriere

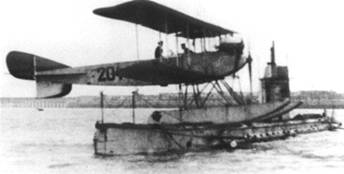
Das von Friedrich von Arnauld de la Perière geführte Seeflugzeug-204 (FF 29) auf U 12 in Zeebrugge, Januar 1915

Arnauld trat am 1. April 1905 in die Kaiserliche Marine ein und absolvierte zunächst seine Grund- und Schiffsausbildung. Anschließend besuchte er die Marineschule. Ende Oktober 1907 trat er die Ausreise nach Ostasien an. Dort versah er Dienst auf dem im Stationsdienst eingesetzten Kleinen Kreuzer Niobe und avancierte Ende September 1908 zum Leutnant zur See. Nachdem Arnauld mit dem Schiff nach Deutschland zurückgekehrt war, wurde er am 1. April 1909 auf den Schulkreuzer Freya versetzt, unternahm eine Reise nach Mexiko und kehrte über die Westindischen Inseln heim. Für drei Monate war er dann als Ausbilder an der Marineschule tätig und wurde am 27. Januar 1911 zum Oberleutnant zur See befördert. Nach kurzzeitigen Verwendungen als Wachoffizier auf den Schulschiffen Freya und Veneta war Arnauld vom 1. April 1911 bis zum 31. März 1912 Inspektionsoffizier an der Marineschule. Anschließend wurde er zur Verfügung der Inspektion des Bildungswesens der Marine gestellt und für sechs Monate als militärischer Begleiter des Prinzen Friedrich zu Schleswig-Holstein-Sonderburg-Glücksburg an die Schiffsartillerieschule kommandiert. Vom 1. Oktober 1912 bis zum 10. April 1913 war er Wachoffizier auf der Kolberg und dann in gleicher Eigenschaft auf der Schleswig-Holstein. Er wurde mit dem Ehrenritterkreuz II. Klasse des Oldenburgischen Haus- und Verdienstordens des Herzogs Peter Friedrich Ludwig ausgezeichnet und absolvierte ab Oktober 1913 eine Flugausbildung bei der Marinefliegerabteilung in Putzig.
Dort war Arnauld über den Beginn des Ersten Weltkriegs hinaus bis Mitte November 1914 tätig. Anschließend war er kurzzeitig Pilot bei der II. Marine-Flieger-Abteilung, die sich zum 5. Dezember 1914 zur Seeflugstation Zeebrugge im besetzten Belgien formierte und deren erster Kommandeur er wurde. Am 17. Dezember 1915 stieg er mit zwei weiteren Maschinen zu einem Erkundungsflug in westlicher Richtung entlang der Küste auf. Auf der Höhe von De Panne musste er mit seiner FF 33 wegen eines Motorschadens notlanden und geriet mit seinem Beobachter Leutnant zur See Virchow in französische Kriegsgefangenschaft. Für sein Wirken während des Krieges erhielt er beiden Klassen des Eisernen Kreuzes und die Hessische Tapferkeitsmedaille.
Arnauld wurde nach dem Waffenstillstand von Compiègne erst am 3. Februar 1920 aus der Kriegsgefangenschaft entlassen und stand bis zu seiner Verabschiedung am 8. März 1920 zur Verfügung der I. Marine-Inspektion. Am 30. Januar 1920 hatte man ihn mit Patent vom 24. April 1916 zum Kapitänleutnant befördert. Mit diesem Dienstgrad wurde er am 27. August 1920 in der Reichsmarine reaktiviert und als Führer der Kraftfahrkolonne der Infanterieabteilung der Schiffstammdivision der Ostsee in Stralsund verwendet. Am 1. August 1924 wurde Arnauld Korvettenkapitän und Mitte des Monats kurzzeitig auf dem Kreuzer Medusa kommandiert. Am 1. Mai 1925 folgte seine Ernennung zum Ersten Offizier auf dem Kleinen Kreuzer Berlin und zugleich wirkte er vom 6. April bis zum 24. September 1926 als Kommandant des Schiffes. Daran schloss sich ab dem 4. Oktober 1927 eine Verwendung als Kommandeur der III. Marineartillerieabteilung in Swinemünde an. Arnauld stieg am 1. Oktober 1929 zum Fregattenkapitän auf, wurde am 24. April 1930 zur Verfügung der Marinestation der Ostsee gestellt und am 30. September 1930 aus dem aktiven Dienst verabschiedet.
Anschließend war er bis 1934 beim Völkerbund in Genf.
Am 23. Februar 1934 wurde Arnauld als L-Offizieranwärter zunächst im Reichsluftfahrtministerium angestellt und war ab Mitte März 1934 Kommandeur des Fliegerstamms beim Luftkreiskommando See in Kiel. Unter Beförderung zum Oberstleutnant wurde er am 1. März 1935 zu den E-Offizieren überführt und war vom 1. April 1935 bis zum 30. September 1936 Kommandant des Fliegerhorstes Brandis. In dieser Eigenschaft am 1. August 1936 zum Oberst befördert und zum 1. Oktober 1937 in das aktive Offizierskorps übernommen, war er bis zur Auflösung der Dienststellung 1937 Stellvertreter des Reichsluftsportführers Albrecht Mahnke. Er wurde Abteilungschef im Nachschubamt der Luftwaffe. Am 1. Februar 1939 wurde er zum Generalmajor befördert, am 15. Juli 1939 zum Kommandanten der Luftzeuggruppe 17 in Wien ernannt und während des Zweiten Weltkriegs avancierte am 1. Januar 1941 zum Generalleutnant. Vom 21. August 1943 bis zu seiner Verabschiedung am 30. August 1944 befand er sich in der Führerreserve des Oberkommandos der Luftwaffe.

### Familie
Arnauld hatte sich am 24. Februar 1921 in Friedrichshafen mit Traute Kober, Tochter des Luftschiffkonstrukteurs Theodor Kober verheiratet.